# 신동훈 (배우)
신동훈(申東勳, 1953년 1월 15일 ~ )은 대한민국의 배우이다.

## 데뷔
1970년 연극배우 첫 데뷔하였으며 1972년 서울중앙방송(현재 KBS 한국방송공사) 공채 성우 데뷔한지 5년 후 1977년 TBC 동양방송 공채 탤런트 정식 데뷔하였다.

## 학력
- 조선대학교 체육학 학사

## 출연작

### 영화
- 《어머니와 아들》 (1976년)
- 《엑스트라》 (1998년)
- 《날씬한 고백을 원하십니까?》 (2002년)
- 《기생충》 (2002년)
- 《검은 폭소 철수의 양심선언》 (2002년)
- 《대양의 물보라》 (2005년)

### 드라마
- 《풍운》(1982년, KBS1) - 김옥균 역
- 《청춘행진곡》 (1983년, KBS2)
- 《독립문》(1984년, KBS1)
- 《사랑의 화원》(1987년, KBS2)
- 《세월》(1987년, KBS1)
- 《TV손자병법》 (1987년,KBS2)
- 《울밑에 선 봉선화》 (1989년, KBS1)
- 《여명의 눈동자》 (1991년, MBC) - 조장 역
- 《내일은 사랑》 (1992년, KBS2) - 나종보 역
- 《한명회》 (1994년, KBS2) - 김종직 역
- 《용의 눈물》 (1996년, KBS1) - 민무구 역
- 《학교 2》 (1999년, KBS2) - 세진 부 역
- 《학교 3》 (2000년, KBS2) - 홍근 부 역
- 《태조 왕건》 (2000년, KBS1) - 배현경 역
- 《명성황후》 (2001년, KBS2) - 등세창 역
- 《제국의 아침》 (2002년, KBS1) - 황보위광 역
- 《장희빈》 (2002년, KBS2) - 민종도 역
- 《무인시대》 (2003년, KBS1) - 문장필 역
- 《영웅시대》 (2004년, MBC) - 장년 박일 역
- 《불멸의 이순신》(2004년, KBS1)
- 《해신》 (2004년, KBS2) - 김정화,김창겸의 아버지 역
- 《연개소문》 (2006년, SBS) - 양만춘 역
- 《대조영》 (2007년, KBS1) - 조인사 역
- 《대왕 세종》 (2008년, KBS1) - 리만추 역
- 《2009 전설의 고향 - 가면귀》 (2009년, KBS2) - 덕산 역
- 《근초고왕》 (2010년, KBS1) - 진률 역
- 《광개토태왕》 (2011년, KBS1) - 위원 역